# Johan Renck
Johan Renck (ur. 5 grudnia 1966 w Uppsali) – szwedzki reżyser teledysków, telewizyjny i filmowy. Okazjonalnie jako hip-hopowy artysta nagrywał pod pseudonimem Stakka Bo.

## Życiorys

### Wczesne lata
Urodził się w Uppsali w Szwecji jako syn lekarza, profesora Hansa Rencka (1937–2011) i pielęgniarki Mariny Kylberg.

### Kariera
Jako Stakka Bo najprężniej działał w połowie lat 90. XX wieku. Grał muzykę stanowiącą połączenie popu, hip-hopu, acid jazzu, elektro, house'u i funku. W 1993 roku wydał album pt. Supermarket. Z tej płyty pochodzi singel „Here We Go”, który trafił na trzynaste miejsce UK Singles Chart. Piosenka ta pojawiła się później w epizodzie animowanego sitcomu Beavis i Butt-head, komedii Roberta Altmana Prêt-à-Porter, komedii romantycznej Raji Gosnella Ten pierwszy raz, komedii Autopsja kosmity oraz grze komputerowej UEFA Euro 2004. W 1995 roku ukazał się jego drugi album zatytułowany The Great Blondino.
Następnie zajął się reżyserowaniem teledysków. Jest autorem teledysków do takich utworów jak „Love at First Sight” Kylie Minogue, „Hung Up” Madonny czy „Tripping” Robbiego Williamsa. W 2015 nagrał dziesięciominutowy wideoklip „Blackstar” Davida Bowiego.
Renck wyreżyserował trzy odcinki serialu AMC Breaking Bad (2009–2011). Jego pierwszym filmem fabularnym był dramat psychologiczny Gdzie jest Nancy?. Jego światowa premiera odbyła się 21 stycznia 2008 roku Park City w stanie Utah podczas Sundance Film Festival.
Ponadto Renck był reżyserem m.in. odcinków seriali Wikingowie i Halt and Catch Fire. Zrealizował również serię reklam dla domów mody takich jak Chanel, Fendi, Givenchy, Yves Saint Laurent i Valentino.
W 2019 miała miejsce premiera wyreżyserowanego przez niego miniserialu Czarnobyl, który stał się najlepiej ocenianym serialem w historii serwisu IMDB.

## Dyskografia

### Albumy
- 1993: Supermarket
- 1996: Great Blondino
- 2001: Jr.

### Single
| Rok                         | Tytuł                                    | Pozycja na liście | Pozycja na liście | Pozycja na liście | Pozycja na liście | Pozycja na liście | Pozycja na liście | Pozycja na liście | Pozycja na liście | Pozycja na liście | Pozycja na liście | Album              |
| Rok                         | Tytuł                                    | Szwecja           | Norwegia          | Holadia           | Belgia            | Niemcy            | Austria           | Szwajcaria        | Irlandia          | Wielka Brytania   | USA               | Album              |
| --------------------------- | ---------------------------------------- | ----------------- | ----------------- | ----------------- | ----------------- | ----------------- | ----------------- | ----------------- | ----------------- | ----------------- | ----------------- | ------------------ |
| 1991                        | "We Got the Atmosphere" (z E-Type)       | —                 | —                 | —                 | —                 | —                 | —                 | —                 | —                 | —                 | —                 |                    |
| 1992                        | "Numania 1" (z E-Type)                   | —                 | —                 | —                 | —                 | —                 | —                 | —                 | —                 | —                 | —                 |                    |
| 1993                        | "Here We Go"                             | 4                 | 10                | 23                | 45                | 15                | 6                 | 7                 | 8                 | 13                | 20                | Supermarket        |
| 1993                        | "Down the Drain"                         | 24                | —                 | —                 | —                 | —                 | 27                | 22                | —                 | 64                | —                 | Supermarket        |
| 1993                        | "Living It Up"                           | 38                | —                 | —                 | —                 | —                 | —                 | —                 | —                 | —                 | —                 | Supermarket        |
| 1994                        | "On Your Knees"                          | —                 | —                 | —                 | —                 | —                 | —                 | —                 | —                 | —                 | —                 | Supermarket        |
| 1994                        | "We"                                     | —                 | —                 | —                 | —                 | —                 | —                 | —                 | —                 | —                 | —                 | Supermarket        |
| 1995                        | "Great Blondino"                         | 15                | —                 | —                 | —                 | —                 | —                 | —                 | —                 | —                 | —                 | The Great Blondino |
| 1996                        | "Softroom"                               | 54                | —                 | —                 | —                 | —                 | —                 | —                 | —                 | —                 | —                 | The Great Blondino |
| 1996                        | "We Vie" (z Titiyo, Fleshquartet & Nåid) | 10                | —                 | —                 | —                 | —                 | —                 | —                 | —                 | —                 | —                 | Jr.                |
| 2001                        | "Mute"                                   | 20                | —                 | —                 | —                 | —                 | —                 | —                 | —                 | —                 | —                 | Jr.                |
| 2001                        | "Killer"                                 | 34                | —                 | —                 | —                 | —                 | —                 | —                 | —                 | —                 | —                 | Jr.                |
| 2001                        | "Love of a Woman"                        | —                 | —                 | —                 | —                 | —                 | —                 | —                 | —                 | —                 | —                 | Jr.                |
| „–” album nie był notowany. |                                          |                   |                   |                   |                   |                   |                   |                   |                   |                   |                   |                    |

## Filmografia

### Teledyski
| Rok  | Tytuł                            | Artysta                 |
| ---- | -------------------------------- | ----------------------- |
| 1999 | "Nothing Really Matters"         | Madonna                 |
| 1999 | "Can't Change Me"                | Chris Cornell           |
| 1999 | "She's in Fashion"               | Suede                   |
| 2000 | "Black Coffee"                   | All Saints              |
| 2001 | "Crystal"                        | New Order               |
| 2002 | "Love at First Sight"            | Kylie Minogue           |
| 2003 | "Pass This On"                   | The Knife               |
| 2003 | "Me, Myself and I"               | Beyoncé                 |
| 2004 | "What Became of the Likely Lads" | The Libertines          |
| 2005 | "Tripping"                       | Robbie Williams         |
| 2005 | "Krafty"                         | New Order               |
| 2005 | "Hung Up"                        | Madonna                 |
| 2007 | Handle Me"                       | Robyn                   |
| 2007 | "She's Madonna"                  | Robbie Williams         |
| 2009 | "Pass This On"                   | Karin Dreijer Andersson |
| 2009 | "Daniel"                         | Bat for Lashes          |
| 2012 | "Wild"                           | Beach House             |
| 2012 | "Blue Velvet"                    | Lana Del Rey            |
| 2015 | "Blackstar"                      | David Bowie             |
| 2016 | "Lazarus"                        | David Bowie             |